# Шехтман Елі
Елі Шехтман (їд. עלי שעכטמאַן — Елі Шехтман; 8 вересня 1908 — 1 січня 1996) — єврейський письменник на їдиші.

## Біографія
Народився в бідній єврейській родині в селі Васьковичі Волинської губернії. Отримав традиційне єврейське освіта в хедері. В 1933 році закінчив літературний факультет Одеського педагогічного інституту.
Перший розповідь надрукував у 1927 році. У 1930 році опублікував перший роман «На роздоріжжі», в 1932 році — роман «Зорані межі», в 1940 році — роман «Поліські ліси». У 1937 році роман «Зорані межі» був переведений З. Іоффе на українську мову і виданий у Києві під назвою «Зорані межі». У 1940 році видано в перекладі Е. Шехтмана з української на їдиш збірка оповідань класика української літератури Михайла Коцюбинського.
Елі Шехтман полягав у Спілці письменників СРСР з 1934 року.
Був учасником Другої світової війни і дійшов до Берліна.
На початку 1953 року під час «справи лікарів» і гонінь на єврейську інтелігенцію був заарештований за звинуваченням у шпигунстві і сіонізм.
Після смерті Сталіна був звільнений з в'язниці і розпочав писати свій головний твір — епічного роману «ерев» (Напередодні). Перші дві книги роману вийшли окремим виданням на їдиші в Москві в 1962 році.
Репатріювався в Ізраїль у 1972 році.
У 1973 році здобув премію Глави уряду Ізраїлю "За літературну творчість мовою їдиш". У 1981 році вийшов у світ автобіографічний роман «Кільця на душі» (1 і 2 книги), який був завершений (3 і 4 книги) і виданий в 1988 році.
Роман «Кільця на душі» виданий на івриті в перекладі Ієгуди Гур-Ар'є: у 1981 перша книга, в 1983 — друга книга і в 1992 — перша і друга книги в серії «Класика».
В 1983 році був завершений і виданий на їдиші весь роман «Ерев».
Дві перші книги роману «Ерев» в перекладі Рашель Ертель були видані французькою мовою («á la vielle de…», Париж, 1964). У перекладі Йосипа Зінгера дві перші книги роману «Ерев» вийшли у світ англійською мовою («EREV», Нью-Йорк, 1967). У 1975 році перші чотири книги «Ерев» були опубліковані на івриті в перекладі Цві Арада.
Роман «Останній захід» видано в Нью-Йорку в 1994 році. 2015 року в перекладі Рашель Ертель роман вийшов французькою мовою під назвою «La Charre de feu» (ISBN 978-2-283-02908-4).
У 1996 році, посмертно, був виданий збірник розповідей «Тристия».
У перекладі Альми Шин твори Елі Шехтмана вийшли у світ російською мовою: збірку новел «Сонати» (2000), роман «Кільця на душі»(1-я і 2-я книги) (2001), всі сім книг роману «Ерев» (2005), роман «Останній захід» (2008) та продовження роману «Кільця на душі» (3-я і 4-я книги) під назвою «Зорати безодню»(2012).
У 2018 році роман «Ерев» в перекладі Рашель Ертель видано французькою мовою під назвою «EREV — a la vielle de…» (ISBN 978-2-283-02859-9).

## Цитати

### З Елі Шехтмана
«Моєю місією в єврейській літературі було і залишається не відобразити захід єврейських сіл і містечок, а показати всім заперечує галут, які потужні — духовно і фізично — покоління виростали в галуті, в самих глухих місцях…»

### Про нього
Рашель Ертель, французький перекладач:

«Ліризм цього твору сягає своїм корінням в біблійні тексти. Злидні волає тут, як Іов, а любов співає, як „Пісня Пісень“».